# Gergely Rudolf
Gergely Rudolf (Nyíregyháza, 9 marzo 1985) è un ex calciatore ungherese, di ruolo attaccante.

## Caratteristiche tecniche
Attaccante centrale adattabile anche al ruolo di esterno sinistro, dotato di buona tecnica e di un'ottima rapidità, caratteristiche che lo rendono idolo in Ungheria nonché punto fermo della sua Nazionale.

## Carriera

### Club

#### Gli inizi e l'arrivo al Nancy
Muove i primi passi nel mondo del calcio nel club Ungherese del Nyíregyháza per poi trasferirsi in Francia nel Nancy, club nel quale è cresciuto calcisticamente e dove si afferma nella formazione riserve segnando ben 26 reti in 82 partite, per poi passare per un breve periodo in prima squadra non trovando molto spazio.

#### Debrecen
Tornato in Patria con la maglia del Debrecen segna 25 goal in 52 partite, entrando a far parte del giro della nazionale. Nel 2009 vince il premio József Bozsik, assegnato al miglior giocatore Ungherese della stagione, stesso anno in cui il Debrecen si è qualificato in Champions League raggiungendo il più grande successo nella storia del club. Durante la competizione si è messo in mostra segnando due bei gol alla Fiorentina, e un gol durante i preliminari ai Bulgari del Levski Sofia. Nella finestra di mercato di inizio 2010 viene acquistato a titolo definitivo dal Genoa, tuttavia l'attaccante Ungherese terminerà la stagione con il Debrecen per poi trasferirsi in Italia nel luglio 2010 Lascia il Debrecen dopo aver vinto due campionati consecutivamente nel 2009 e nel 2010.

#### Genoa
Il 1º luglio 2010 viene ufficializzato il suo trasferimento al Genoa.
Nelle prime dichiarazioni da giocatore rossoblu, dichiara ammirazione verso la tifoseria della squadra ligure.
Fa il suo esordio il 12 settembre 2010 nella gara casalinga persa 3 a 1 contro il Chievo subentrando al posto di Destro.
Il 16 ottobre 2010 sigla la sua prima rete in Serie A contro la Roma, rete ininfluente ai fini del risultato finale.

#### Bari
Il 13 gennaio 2011 passa al Bari con la formula del prestito secco, diventando l'undicesimo giocatore ungherese a vestire la maglia dei "Galletti".
Esordisce con la squadra pugliese il 16 gennaio, indossando la maglia numero 71, nella partita Juventus 2-1 Bari, segnando al 12' del secondo tempo.
Segna il secondo goal con il Bari il 13 marzo 2011 contro il Milan a San Siro.
Al termine della stagione non riesce nell'intento di salvare il club pugliese dalla retrocessione in Serie B, e così dopo 13 presenze e 2 reti torna al Genoa.

#### Panathinaikos
Il 31 agosto 2011 viene ceduto in prestito al Panathinaikos. Segna il suo primo e unico gol con i greci il 1º aprile 2012 nella sfida interna vinta 1-0 contro l'Aris Salonicco; a fine stagione dopo 8 partite non viene riscattato facendo così ritorno al Genoa.

#### Diósgyőri
Il 13 settembre 2012, non rientrando nei piani del Genoa, viene ceduto al Diósgyőri firmando un contratto biennale; il 13 agosto 2013, a causa di varie incomprensioni con l'allenatore Tomislav Šivic', una su tutte lo scarso impiego con conseguenza la perdita del posto in nazionale, annuncia dopo 18 presenze ed un gol la rescissione del contratto.

#### Győri ETO
Il 2 settembre 2013 dopo un periodo da svincolato ha firmato un contratto biennale per il club ungherese del Győri ETO, rilasciando alcune interviste in cui Rudolf stesso dichiarava la propria felicità per essere approdato nel miglior club d'Ungheria. ha segnato il suo primo gol il 15 settembre nella vittoria avvenuta per 2-1 contro l'MTK Budapest. Dopo due stagioni lascia il club bianco-verde con un bottino di 13 reti in 33 presenze.

#### Videoton
Dopo aver rescisso con un anno di anticipo il contratto che lo legava al Győri ETO, il 23 luglio 2015 si accasa con il Videoton campione d'Ungheria in carica. Fa il suo esordio il 27 agosto nel ritorno del prelimare perso 1-0 contro i polacchi del Lech Poznań, mentre per l'esordio in campionato dovrà aspettare l'ottava giornata quando verrà impiegato per tutti i 90 minuti nella sfida esterna persa per 2-0 contro il Paks. Complice un avvio di stagione molto deludente con la sconfitta in Supercoppa d'Ungheria, il mister Ferenc Horváth lo relega spesso tra panchina e tribuna e così dopo lo scarso utilizzo rescinde il proprio contratto il 29 marzo 2016.

#### Ultimi anni
Per la stagione 2016-17 si accorda con il Nyíregyháza, club della sua città natale, con la quale fa ritorno dopo aver giocato nelle proprie giovanili, accettando di scendere nella seconda serie del calcio ungherese. Nella prima stagione si rivela un ottimo uomo squadra, guidando l'attacco con 9 reti in 28 presenze, terminando il campionato con la propria squadra a centro classifica. La stagione seguente la inizia sempre con il Nyíregyháza ma dopo 11 presenze ed una sola rete, il 7 febbraio 2018 torna nuovamente in massima serie firmando un contratto fino al termine della stagione con il Balmazújváros. Esordisce in maglia arancio nero il 21 febbraio nell'andata degli ottavi di Coppa d'Ungheria contro il Gyori ETO vinta per 3-2, esordendo invece in campionato due giorni più tardi nella trasferta contro il Debrecen, vinta 2-0. Segna i suoi primi gol, nella fattispecie una doppietta, nello scontro salvezza contro il Diosgyor, vinta grazie ai suoi gol il 14 aprile. Aiuta la squadra ad arrivare fino in semifinale della coppa nazionale, risultato mai raggiunto nell'intera storia del club; non riesce invece ad evitare la retrocessione al termine della stagione avvenuta all'ultima giornata solo per la minor differenza reti contro il Diosgyor. Pochi giorni dopo, all'età di 33 anni, con un totale di 342 presenze e 99 reti decide di ritirarsi dal calcio giocato.

### Nazionale
Gergely Rudolf ha debuttato nel 2008 contro il Montenegro. Nello stesso anno, ha segnato la sua prima rete contro la Svezia.

Durante la gara valida per le qualificazioni ad Euro 2012 segna un gol nella gara vinta 2-1 contro la Moldavia. Sigla la sua prima doppietta con la Nazionale maggiore nella partita vinta per 8-0 contro San Marino.
 Successivamente segna un goal contro l'Olanda nell'Amsterdam Arena nei Qualificazioni al campionato europeo di calcio 2012.
Il 7 settembre 2014 veste per l'ultima volta la casacca della Nazionale, senza aver mai preso parte alla fase finale di alcuna competizione.

## Statistiche

### Presenze e reti nei club
Statistiche aggiornate al 29 maggio 2017.
| Stagione           | Squadra            | Campionato      | Campionato | Campionato | Coppe nazionali | Coppe nazionali | Coppe nazionali | Coppe continentali | Coppe continentali | Coppe continentali | Altre coppe | Altre coppe | Altre coppe | Totale | Totale |
| Stagione           | Squadra            | Comp            | Pres       | Reti       | Comp            | Pres            | Reti            | Comp               | Pres               | Reti               | Comp        | Pres        | Reti        | Pres   | Reti   |
| ------------------ | ------------------ | --------------- | ---------- | ---------- | --------------- | --------------- | --------------- | ------------------ | ------------------ | ------------------ | ----------- | ----------- | ----------- | ------ | ------ |
| 2002-2003          | Nancy 2            | CFA             | 12         | 1          | -               | -               | -               | -                  | -                  | -                  | -           | -           | 12          | 1      |        |
| 2003-2004          | Nancy 2            | CFA             | 19         | 2          | -               | -               | -               | -                  | -                  | -                  | -           | -           | 19          | 2      |        |
| 2004-2005          | Nancy 2            | CFA             | 22         | 13         | -               | -               | -               | -                  | -                  | -                  | -           | -           | 22          | 13     |        |
| 2005-2006          | Nancy 2            | CFA             | 10         | 6          | -               | -               | -               | -                  | -                  | -                  | -           | -           | 10          | 6      |        |
| 2006-2007          | Nancy 2            | CFA             | 23         | 4          | -               | -               | -               | -                  | -                  | -                  | -           | -           | 23          | 4      |        |
| Totale Nancy 2     | Totale Nancy 2     | Totale Nancy 2  | 82         | 26         |                 | -               | -               |                    | -                  | -                  |             | -           | -           | 82     | 26     |
| 2005-2006          | Nancy              | L1              | 5          | 0          | CF+CdL          | 0+0             | 0+0             | -                  | -                  | -                  | -           | -           | -           | 5      | 0      |
| 2006-2007          | Nancy              | L1              | 0          | 0          | CF+CdL          | -               | -               | -                  | -                  | -                  | -           | -           | -           | 0      | 0      |
| Totale Nancy       | Totale Nancy       |                 | 5          | 0          |                 | 0               | 0               |                    | -                  | -                  |             | -           | -           | 5      | 0      |
| 2007-2008          | Debrecen           | NBI             | 13         | 2          | MK+MKL          | 3+12            | 3+2             | -                  | -                  | -                  | MS          | 0           | 0           | 28     | 7      |
| 2008-2009          | Debrecen           | NBI             | 26         | 16         | -               | -               | -               | CU                 | 3                  | 3                  | MS          | 1           | 0           | 30     | 19     |
| 2009-2010          | Debrecen           | NBI             | 13         | 7          | MKL             | 1               | 1               | UCL                | 10                 | 3                  | MS          | 0           | 0           | 24     | 11     |
| Totale Debrecen    | Totale Debrecen    |                 | 52         | 25         |                 | 16              | 6               |                    | 13                 | 6                  |             | 1           | 0           | 82     | 37     |
| 2010- gen. 2011    | Genoa              | A               | 12         | 1          | CI              | 3               | 0               | -                  | -                  | -                  | -           | -           | -           | 15     | 1      |
| gen.-giu. 2011     | Bari               | A               | 13         | 2          | CI              | 0               | 0               |                    | -                  | -                  |             | -           | -           | 13     | 2      |
| 2011-2012          | Panathinaikos      | SL              | 8          | 1          | CG              | 2               | 0               |                    | -                  | -                  |             | -           | -           | 10     | 1      |
| set.2012-2013      | Diósgyőri          | NBI             | 15         | 1          | MK+MKL          | 1+1             | 0+0             | -                  | -                  | -                  | -           | -           | -           | 17     | 1      |
| lug.-set. 2013     | Diósgyőri          | NBI             | 3          | 0          | MK+MKL          | -               | -               | -                  | -                  | -                  | -           | -           | -           | 3      | 0      |
| Totale Diósgyőr    | Totale Diósgyőr    |                 | 18         | 1          |                 | 2               | 0               |                    | -                  | -                  |             | -           | -           | 20     | 1      |
| set.2013-2014      | Győri ETO          | NBI             | 16         | 7          | MK+MKL          | 4+4             | 1+5             | UCL                | -                  | -                  | MS          | -           | -           | 24     | 13     |
| 2014-2015          | Győri ETO          | NB1             | 17         | 6          | MK+MKL          | 3+1             | 0+0             | UEL                | 2                  | 0                  | -           | -           | -           | 23     | 6      |
| Totale Győri ETO   | Totale Győri ETO   |                 | 33         | 13         |                 | 12              | 6               |                    | 2                  | 0                  |             | -           | -           | 47     | 19     |
| 2015-mar. 2016     | Videoton           | NBI             | 7          | 0          | MK              | 1               | 0               | UCL+UEL            | 0+1                | 0+0                | MS          | 0           | 0           | 9      | 0      |
| 2016-2017          | Nyíregyháza        | NBII            | 28         | 9          | MK              | 0               | 0               | -                  | -                  | -                  | -           | -           | -           | 28     | 9      |
| 2017-feb. 2018     | Nyíregyháza        | NBII            | 11         | 1          | MK              | 1               | 0               | -                  | -                  | -                  | -           | -           | -           | 12     | 1      |
| Totale Nyíregyháza | Totale Nyíregyháza |                 | 39         | 10         |                 | 1               | 0               |                    | -                  | -                  |             | -           | -           | 40     | 10     |
| feb.-giu. 2018     | Balmazújváros      | NBI             | 9          | 2          | MK              | 5               | 0               | -                  | -                  | -                  | -           | -           | -           | 14     | 2      |
| Totale carriera    | Totale carriera    | Totale carriera | 283        | 81         |                 | 42              | 12              |                    | 16                 | 6                  |             | 1           | 0           | 342    | 99     |

### Cronologia presenze e reti in Nazionale
| Cronologia completa delle presenze e delle reti in nazionale ― Ungheria | Cronologia completa delle presenze e delle reti in nazionale ― Ungheria | Cronologia completa delle presenze e delle reti in nazionale ― Ungheria | Cronologia completa delle presenze e delle reti in nazionale ― Ungheria | Cronologia completa delle presenze e delle reti in nazionale ― Ungheria | Cronologia completa delle presenze e delle reti in nazionale ― Ungheria | Cronologia completa delle presenze e delle reti in nazionale ― Ungheria | Cronologia completa delle presenze e delle reti in nazionale ― Ungheria |
| Data                                                                    | Città                                                                   | In casa                                                                 | Risultato                                                               | Ospiti                                                                  | Competizione                                                            | Reti                                                                    | Note                                                                    |
| ----------------------------------------------------------------------- | ----------------------------------------------------------------------- | ----------------------------------------------------------------------- | ----------------------------------------------------------------------- | ----------------------------------------------------------------------- | ----------------------------------------------------------------------- | ----------------------------------------------------------------------- | ----------------------------------------------------------------------- |
| 20-8-2008                                                               | Budapest                                                                | Ungheria                                                                | 3 – 3                                                                   | Montenegro                                                              | Amichevole                                                              | -                                                                       | 69’                                                                     |
| 6-9-2008                                                                | Budapest                                                                | Ungheria                                                                | 0 – 0                                                                   | Danimarca                                                               | Qual. Mondiali 2010                                                     | -                                                                       | 90+1’                                                                   |
| 10-9-2008                                                               | Solna                                                                   | Svezia                                                                  | 2 – 1                                                                   | Ungheria                                                                | Qual. Mondiali 2010                                                     | 1                                                                       | 70’                                                                     |
| 11-10-2008                                                              | Budapest                                                                | Ungheria                                                                | 2 – 0                                                                   | Albania                                                                 | Qual. Mondiali 2010                                                     | -                                                                       | 90+3’                                                                   |
| 19-11-2008                                                              | Belfast                                                                 | Irlanda del Nord                                                        | 0 – 2                                                                   | Ungheria                                                                | Amichevole                                                              | -                                                                       |                                                                         |
| 11-2-2009                                                               | Tel Aviv                                                                | Israele                                                                 | 1 – 0                                                                   | Ungheria                                                                | Amichevole                                                              | -                                                                       | 70’                                                                     |
| 28-3-2009                                                               | Tirana                                                                  | Albania                                                                 | 0 – 1                                                                   | Ungheria                                                                | Qual. Mondiali 2010                                                     | -                                                                       |                                                                         |
| 12-8-2009                                                               | Budapest                                                                | Ungheria                                                                | 0 – 1                                                                   | Romania                                                                 | Amichevole                                                              | -                                                                       | 46’ 90’                                                                 |
| 14-10-2009                                                              | Copenaghen                                                              | Danimarca                                                               | 0 – 1                                                                   | Ungheria                                                                | Qual. Mondiali 2010                                                     | -                                                                       | 87’                                                                     |
| 14-11-2009                                                              | Gand                                                                    | Belgio                                                                  | 3 – 0                                                                   | Ungheria                                                                | Amichevole                                                              | -                                                                       | 46’                                                                     |
| 3-3-2010                                                                | Győr                                                                    | Ungheria                                                                | 1 – 1                                                                   | Russia                                                                  | Amichevole                                                              | -                                                                       | 79’                                                                     |
| 11-8-2010                                                               | Londra                                                                  | Inghilterra                                                             | 2 – 1                                                                   | Ungheria                                                                | Amichevole                                                              | -                                                                       | 47’ 83’                                                                 |
| 3-9-2010                                                                | Solna                                                                   | Svezia                                                                  | 2 – 0                                                                   | Ungheria                                                                | Qual. Euro 2012                                                         | -                                                                       | 82’                                                                     |
| 7-9-2010                                                                | Budapest                                                                | Ungheria                                                                | 2 – 1                                                                   | Moldavia                                                                | Qual. Euro 2012                                                         | 1                                                                       | 64’                                                                     |
| 8-10-2010                                                               | Budapest                                                                | Ungheria                                                                | 8 – 0                                                                   | San Marino                                                              | Qual. Euro 2012                                                         | 2                                                                       |                                                                         |
| 12-10-2010                                                              | Helsinki                                                                | Finlandia                                                               | 1 – 2                                                                   | Ungheria                                                                | Qual. Euro 2012                                                         | -                                                                       | 46’                                                                     |
| 17-11-2010                                                              | Székesfehérvár                                                          | Ungheria                                                                | 2 – 0                                                                   | Lituania                                                                | Amichevole                                                              | -                                                                       | 46’                                                                     |
| 9-2-2011                                                                | Dubai                                                                   | Ungheria                                                                | 2 – 0                                                                   | Azerbaigian                                                             | Amichevole                                                              | 1                                                                       | 46’                                                                     |
| 25-3-2011                                                               | Budapest                                                                | Ungheria                                                                | 0 – 4                                                                   | Paesi Bassi                                                             | Qual. Euro 2012                                                         | -                                                                       |                                                                         |
| 29-3-2011                                                               | Amsterdam                                                               | Paesi Bassi                                                             | 5 – 3                                                                   | Ungheria                                                                | Qual. Euro 2012                                                         | 1                                                                       |                                                                         |
| 10-8-2011                                                               | Budapest                                                                | Ungheria                                                                | 4 – 0                                                                   | Islanda                                                                 | Amichevole                                                              | 1                                                                       |                                                                         |
| 2-9-2011                                                                | Budapest                                                                | Ungheria                                                                | 2 – 1                                                                   | Svezia                                                                  | Qual. Euro 2012                                                         | 1                                                                       |                                                                         |
| 6-9-2011                                                                | Chișinău                                                                | Moldavia                                                                | 0 – 2                                                                   | Ungheria                                                                | Qual. Euro 2012                                                         | 1                                                                       |                                                                         |
| 6-2-2013                                                                | Belek                                                                   | Bielorussia                                                             | 1 – 1                                                                   | Ungheria                                                                | Amichevole                                                              | -                                                                       | 46’                                                                     |
| 5-3-2014                                                                | Győr                                                                    | Ungheria                                                                | 1 – 2                                                                   | Finlandia                                                               | Amichevole                                                              | 1                                                                       | 82’                                                                     |
| 22-5-2014                                                               | Debrecen                                                                | Ungheria                                                                | 2 – 2                                                                   | Danimarca                                                               | Amichevole                                                              | -                                                                       | 67’                                                                     |
| 4-6-2014                                                                | Budapest                                                                | Ungheria                                                                | 1 – 0                                                                   | Albania                                                                 | Amichevole                                                              | -                                                                       | 69’                                                                     |
| 7-9-2014                                                                | Budapest                                                                | Ungheria                                                                | 1 – 2                                                                   | Irlanda del Nord                                                        | Qual. Euro 2016                                                         | -                                                                       | 70’                                                                     |
| Totale                                                                  |                                                                         | Presenze                                                                | 28                                                                      |                                                                         | Reti                                                                    | 10                                                                      |                                                                         |

## Curiosità
- Oltre all'Ungherese parla un fluente Inglese e un perfetto Francese, complici anche gli anni trascorsi nel club transalpino del Nancy[7].

## Palmarès

### Club

#### Competizioni
- Campionato di calcio ungherese: 2

Debrecen: 2008-2009, 2009-2010
- Coppa di Lega francese: 1

Nancy: 2006
- Supercoppa d'Ungheria: 3

Debrecen: 2007, 2009
Győri ETO: 2013
- Coppa d'Ungheria: 2

Debrecen: 2007-2008, 2009-2010
- Coppa di Lega ungherese: 1

Debrecen: 2009-2010

### Individuale
- Squadra dell'anno NBI: 1

2008-2009
- Premio József Bozsik: 1

2009
- Premio Zilahi Prize: 1

2009